# Pagus

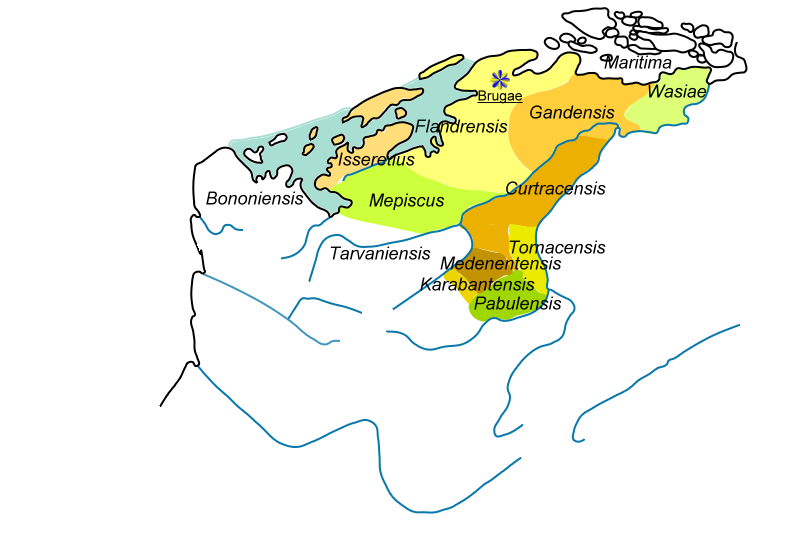
Flandres -Pagi du Marquisat.

Pagus era una unidad geográfica y territorial romana en la que se divide una ciudad y que formaba parte de la organización catastral del suelo. Junto con el fundus constituye una de las unidades territoriales básicas.

## Función
Como distrito territorial tiene funciones administrativas, económicas, jurídicas, censuales y fiscales. También le competen otras tareas como la conservación de las vías que pasan por su territorio y, en algunos casos, vinculaciones de tipo religioso. Cuenta con magistrados propios, como el magister pagi, y con asambleas, las del pagus. Otro aspecto es que tiene límites territoriales independientes de los límites de la ciudad, sobre todo de carácter natural. A veces, si no hay accidentes naturales, se sustituyen por mojones.

## En Hispania
En Hispania hay escasos testimonios, conocidos por la epigrafía. Tuvieron un sentido territorial y administrativo. Dado que su funcionalidad fue principalmente de carácter fiscal, se concentra en zonas fértiles como la provincia de la Bética. Se organiza con fines catastrales y de impuestos. Los de la Bética son una creación romana para organizar el espacio rural en distritos que dependan de una ciudad. Teniendo en cuenta la onomástica de los pagi, se pueden clasificar en: pagi con el nombre de su actividad económica, ciudad a la que pertenece, nombre de divinidad o el de su evolución histórica.